# Панама на летних Олимпийских играх 2024

## Медали
| Медаль  | Спортсмен(ы)  | Вид спорта | Дисциплина | Дата       |
| ------- | ------------- | ---------- | ---------- | ---------- |
| Серебро | Атейна Байлон | Бокс       | До 75 кг   | 10 августа |

## Квалификация
| № п/п | Вид спорта            | Мужчины        | Мужчины                | Женщины        | Женщины                | Всего          | Всего                  |
| № п/п | Вид спорта            | Завоевано квот | Количество спортсменов | Завоевано квот | Количество спортсменов | Завоевано квот | Количество спортсменов |
| ----- | --------------------- | -------------- | ---------------------- | -------------- | ---------------------- | -------------- | ---------------------- |
| 1     | Бокс                  |                |                        | 1              | 1                      | 1              | 1                      |
| 2     | Велоспорт             | 1              | 1                      |                |                        | 1              | 1                      |
| 3     | Спортивная гимнастика |                |                        | 1              | 1                      | 1              | 1                      |
| 4     | Дзюдо                 |                |                        | 1              | 1                      | 1              | 1                      |
| 5     | Лёгкая атлетика       | 1              | 1                      | 1              | 1                      | 2              | 2                      |
| 6     | Плавание              | 1              | 1                      | 1              | 1                      | 2              | 2                      |
|       | ИТОГО                 | 3              | 3                      | 5              | 5                      | 8              | 8                      |

## Состав команды
Бокс
1. Атейна Байлон[англ.]

Велоспорт
 Шоссейный велоспорт
1. Франклин Арчибольд[англ.]

 Спортивная гимнастика
1. Хиллари Херон[англ.]

 Дзюдо
1. Кристина Хименес[англ.]

 Лёгкая атлетика
1. Артуро Делисер[англ.]
2. Джианна Вудруфф[англ.]

 Плавание
1. Тайлер Кристиансон[англ.]
2. Эмили Сантос[англ.]

## Бокс
Панама завоевала одно место в женский олимпийский турниры по боксу на Панамериканских играх 2023 года в Сантьяго, Чили.
| Спортсмен     | Категория        | 1/8 финала                  | Четвертьфиналы           | Полуфиналы            | Финал              | Финал |
| Спортсмен     | Категория        | Соперник Результат          | Соперник Результат       | Соперник Результат    | Соперник Результат | Место |
| ------------- | ---------------- | --------------------------- | ------------------------ | --------------------- | ------------------ | ----- |
| Атейна Байлон | Женщины до 75 кг | KAZВалентина Хальзова В 4–1 | POLЭльжбета Вуйцик В 3–2 | EORСинди Нгамба В 4–1 | CHNЛи Цянь П 1–4   | 2     |

## Велоспорт

### Шоссейные велогонки
Панама получила по по рейтингу UCI одно место в мужской групповой гонке на шоссе.
| Спортсмен          | Дисциплина              | Время   | Место |
| ------------------ | ----------------------- | ------- | ----- |
| Франклин Арчибольд | Мужчины Групповая гонка | 6:39.27 | 67    |

## Гимнастика спортивная
Панама завоевала  на Чемпионате мира по спортивной гимнастике 2023 года в Антверпене, Бельгия одно индивидуальное место в женском многоборье.

### Женщины
| Спортсмен     | Дисциплина          | Квалификация | Квалификация | Квалификация | Квалификация | Квалификация | Квалификация | Финал                 | Финал                 | Финал                 | Финал                 | Финал                 | Финал                 |
| Спортсмен     | Дисциплина          | Снаряды      | Снаряды      | Снаряды      | Снаряды      | Всего        | Место        | Снаряды               | Снаряды               | Снаряды               | Снаряды               | Всего                 | Место                 |
| Спортсмен     | Дисциплина          | ОП           | РБ           | Б            | В            | Всего        | Место        | ОП                    | РБ                    | Б                     | В                     | Всего                 | Место                 |
| ------------- | ------------------- | ------------ | ------------ | ------------ | ------------ | ------------ | ------------ | --------------------- | --------------------- | --------------------- | --------------------- | --------------------- | --------------------- |
| Хиллари Херон | Многоборье          | 13,800       | 11,766       | 12,166       | 13,033       | 50,765       | 44           | завершила выступление | завершила выступление | завершила выступление | завершила выступление | завершила выступление | завершила выступление |
| Хиллари Херон | Опорный прыжок      | 13,650       | —            | —            | —            | —            | 14           | завершила выступление | завершила выступление | завершила выступление | завершила выступление | завершила выступление | завершила выступление |
| Хиллари Херон | Разновысокие брусья | —            | 11,766       | —            | —            | —            | 71           | завершила выступление | завершила выступление | завершила выступление | завершила выступление | завершила выступление | завершила выступление |
| Хиллари Херон | Бревно              | —            | —            | 12,166       | —            | —            | 59           | завершила выступление | завершила выступление | завершила выступление | завершила выступление | завершила выступление | завершила выступление |
| Хиллари Херон | Вольные упражнения  | —            | —            | —            | 13,033       | —            | 29           | завершила выступление | завершила выступление | завершила выступление | завершила выступление | завершила выступление | завершила выступление |

## Дзюдо
Панама получила по рейтингу IJF одно место в женских соревнованиях.
| Спортсмен        | Категория        | 1/16 финала          | 1/8 финала               | Четвертьфиналы       | Полуфиналы           | Утеш. поединки       | Финал / За 3 место   | Финал / За 3 место   |
| Спортсмен        | Категория        | Соперник Результат   | Соперник Результат       | Соперник Результат   | Соперник Результат   | Соперник Результат   | Соперник Результат   | Место                |
| ---------------- | ---------------- | -------------------- | ------------------------ | -------------------- | -------------------- | -------------------- | -------------------- | -------------------- |
| Кристина Хименес | Женщины до 57 кг | EORМуна Даук В 10–00 | CANКриста Дегучи П 00–10 | завершил выступление | завершил выступление | завершил выступление | завершил выступление | завершил выступление |

## Легкая атлетика
Легкоатлеты Панамы выполнили норматив для участия в Играх 2024 года, пройдя прямую квалификацию или по мировому рейтингу, в одной дисциплине у женщин и получили одно универсальное место в соревнования мужчин.
Беговые дисциплины
| Спортсмен       | Дисциплина        | Забеги    | Забеги | Утеш. забеги | Утеш. забеги | Полуфиналы            | Полуфиналы            | Финал                 | Финал                 |
| Спортсмен       | Дисциплина        | Результат | Место  | Результат    | Место        | Результат             | Место                 | Результат             | Место                 |
| --------------- | ----------------- | --------- | ------ | ------------ | ------------ | --------------------- | --------------------- | --------------------- | --------------------- |
| Артуро Делисер  | Мужчины 100 м     | 10,35     | 7      | —            | —            | завершил выступление  | завершил выступление  | завершил выступление  | завершил выступление  |
| Джианна Вудруфф | Женщины 400 м с/б | 54,93     | 5 R    | 55,10 (,098) | 3            | завершила выступление | завершила выступление | завершила выступление | завершила выступление |

## Плавание
Панама получила два универсальных места для участия в олимпийском турнире пловцов.
| Спортсмен          | Дисциплина          | Заплывы | Заплывы | Полуфиналы            | Полуфиналы            | Финал                 | Финал                 |
| Спортсмен          | Дисциплина          | Время   | Место   | Время                 | Место                 | Время                 | Место                 |
| ------------------ | ------------------- | ------- | ------- | --------------------- | --------------------- | --------------------- | --------------------- |
| Тайлер Кристиансон | Мужчины 200 м брасс | 2.15,62 | 22      | завершил выступление  | завершил выступление  | завершил выступление  | завершил выступление  |
| Эмили Сантос       | Женщины 100 м брасс | 1.09,94 | 30      | завершила выступление | завершила выступление | завершила выступление | завершила выступление |